# Maroantsetra
Maroantsetra est une ville et commune urbaine de Madagascar, chef-lieu du district de Maroantsetra et de la région d'Ambatosoa.

## Histoire
La ville s'appelait Ambatomasina lorsqu'un puissant guerrier venu de l'ouest du nom de Ndavaka qui voulut conquérir le village. Mais la population d'Ambatomasina decida de résister et fabriqua un grand nombre d'armes appelées Antsetra (une sorte de lance à tête pointue ressemblant à un javelot). Le grand nombre d'Antsetra brandit par les villageois provaqua la panique dans l'armée de Ndavaka et causa la défaite de l'envahisseur.[réf. nécessaire]
Depuis cette époque Ambatomasina, porte son nom actuel de Maroantsetra, ce qui signifie « beaucoup d'antsetra » (Maro en malgache veut dire « beaucoup »).[réf. nécessaire]

## Géographie
Maroantsetra se situe dans la baie d'Antongil dans la partie nord-est de Madagascar. L'embouchure du fleuve Antainambalana se trouve dans les faubourgs est de la ville.
Elle constitue l'entrée du Parc national de Masoala et de la réserve de Nosy Mangabe.

## Administration
Depuis l'indépendance de Madagascar en 1960 la ville de Maroantsetra a été dirigée par :
- Jean-François Jarson (1960-1964), député
- Auguste Daniel (1965-1976)
- Remy (1977-1982)
- Joseph Randrianarison dit Maitre Be (1983-1989)
- Patrice Tadahy (1990-1992)
- Stanislas Botozafy (1993-1995), par délégation spéciale
- Patrice Tadahy (1996-1999)
- Célestin Mozavelo (2000-2003)
- Philippe Ah Lone (2004-2016)
- Laurent BEMENA (2016 jusqu'en décembre 2019)
- AHMAD Chaehoi Soilihi (depuis janvier 2020 jusqu'à ce jour)

## Transports
C'est à Maroantsetra qu'aboutit la route nationale 5 qui longe la côte depuis Tamatave. Plus de la moitié septentrionale du tracé de cet axe routier de presque 400 km n'est pas asphalté et est réduit à l'état de piste difficilement praticable durant la saison des pluies. Cette situation handicape sérieusement l'économie de la région, le transit des marchandises provenant de Tamatave étant surtout tributaire d'un transport maritime limité et insécurisé.
Maroantsetra dispose aussi d'un aérodrome situé à moins de 10 km à l'ouest de la ville. Des vols depuis la capitale Tananarive sont assurés par la compagnie Tsaradia (Madagascar Airlines) une à deux fois par semaine. Ces vols sont d'ailleurs fréquemment déplacés voire annulés en raison des conditions météorologiques et de l'état dégradé de la piste.
La population locale privilégie le transport par bateau pour venir et repartir de la ville. Néanmoins ce mode de transport reste très peu sécurisé et soumis à une mer souvent agitée.

## Économie
Maroantsetra vit principalement des ressources agricoles liées à la culture du clou de girofle et de la vanille. Avec Antalaha et Sambava, elles forment ce que l'on nomme la "côte de la vanille" à Madagascar. En effet on y cultive l'une des meilleures vanilles du monde, prisée des artisans cuisiniers et pâtissiers dans le monde entier.
Plus localement, la pêche y est très développée et fait vivre beaucoup d'habitants dans la ville.

## Tourisme
Maroantsetra profite d'un emplacement de choix pour desservir plusieurs parcs privés et nationaux de la région. La ville est située à l'entrée de la péninsule de Masoala, réserve naturelle reconnue pour abriter bon nombre d'espèces de lémuriens, ainsi que des baleines bleues en mer.
À 5 km au large de Maroantsetra se trouve également l'île de Nosy Mangabe. Cette île d'une vingtaine de kilomètres carrés est recouverte d'une forêt humide, en partie primaire, où de nombreuses familles de lémuriens vivent en totale liberté. L'île est accessible par une courte traversée en bateau.